# Cornelis Vreeswijk (album)
Cornelis Vreeswijk is het eerste Nederlandse album van zanger Cornelis Vreeswijk. Het werd in 1972 door Fontana Records uitgebracht. Op dit album werd hij begeleid door een orkest onder leiding van Ruud Bos.
Het was Vreeswijks meest succesvolle album met Nederlandstalige liedjes. De single "Veronica" bereikte de twaalfde plaats in de Nederlandse Top 40. De nozem en de non was in 1966 zonder succes als single uitgebracht, maar bereikte in 1972 alsnog de 21ste plaats. Het album zelf werd een nummer één-hit en leverde Vreeswijk een gouden plaat op.

## Liedjes

### Kant één
1. "Misschien wordt 't morgen beter" - 2:20
2. "De haan en de hen (die nog maagd was)" - 2:54
3. "Jantjes blues" - 3:24
4. "Dans om de bom" - 2:02
5. "Waar ga je heen?" - 2:45
6. "De nozem en de non" - 3:43

### Kant twee
1. "Veronica" - 2:57
2. "Waar gaan wij naar toe na onze dood?" - 2:10 (muziek door Alf Hambe)
3. "Samba de Maria" - 2:55
4. "Waar is mijn ziel?" - 2:00
5. "Felicia" - 2:37
6. "Hopeloos blues" - 3:40

## Hitnoteringen
| Hitnoteringen in de LP Top 20: | Hitnoteringen in de LP Top 20: | Hitnoteringen in de LP Top 20: | Hitnoteringen in de LP Top 20: | Hitnoteringen in de LP Top 20: | Hitnoteringen in de LP Top 20: | Hitnoteringen in de LP Top 20: | Hitnoteringen in de LP Top 20: | Hitnoteringen in de LP Top 20: | Hitnoteringen in de LP Top 20: | Hitnoteringen in de LP Top 20: | Hitnoteringen in de LP Top 20: | Hitnoteringen in de LP Top 20: |
| Week:                          | 1                              | 2                              | 3                              | 4                              | 5                              | 6                              | 7                              | 8                              | 9                              | 10                             | 11                             | 12                             |
| ------------------------------ | ------------------------------ | ------------------------------ | ------------------------------ | ------------------------------ | ------------------------------ | ------------------------------ | ------------------------------ | ------------------------------ | ------------------------------ | ------------------------------ | ------------------------------ | ------------------------------ |
| Positie:                       | 10                             | 5                              | 3                              | 1                              | 1                              | 1                              | 1                              | 1                              | 1                              | 5                              | 6                              | uit                            |